# Альхамдулілля
Альхамдулілля, також Альхамдулілляг, Альхамдулілла (араб. ٱلْحَمْدُ لِلَّٰهِ (al-ḥamdu li-llāh), «подяка Богу», «хвала Аллаху»; тур. Elhamdülillah; малай. і індонез. Alhamdulillah) — ритуальний молитовний вигук, вигуковий вираз, що використовується в арабських та інших мусульманських країнах, для вихваляння Аллаха. В арабських країнах також часто використовується юдеями і християнами. Близький за походженням і значенням юдейському і християнському славослів'ю Алілуя (Аллілуйя).
Спочатку вважалося, що фраза Альхамдуліллях повинна вимовлятися з почуттям любові, поклоніння і захоплення перед міццю, славою і милосердям Бога. Однак, нерідко застосовується в побуті в ситуаціях, подібних до тих, коли українською кажуть «слава Богу!».

## Використання
Широко використовується, наприклад, в наступних випадках:
- Той, хто чхає сам каже «Альхамдулілля» (у відповідь, як еквівалент українського «Будь здоровий!», чує «нехай тобі буде милість Аллаха» — «ярхамукя(кі)-Ллаху»)
- Як відповідь на питання про те, як йдуть справи (в даному випадку еквівалентно «Слава Богу, добре»).
- Як відповідь на питання: «ти мусульманин?» (В даному випадку еквівалентно «Слава Богу, мусульманин»).

## Коран
Фраза Альхамдуліллях зустрічається в Корані, будучи першими словами Корану після басмали.
Шаблон:Коран / Цитата